# Silvano Chesani
Silvano Chesani (né le 17 juillet 1988 à Trente) est un athlète italien, spécialiste du saut en hauteur.

## Biographie
Son record est de 2,31 m en salle, obtenu en 2012 et de 2,28 m en plein air, obtenu en 2011. Il fait partie des Fiamme Oro (Police nationale). Il est le champion national 2011.
En 2011, il franchit à trois reprises 2,28 m et manque d'un rien 2,31 m lors des Championnats d'Italie. La première fois à atteindre 2,28 m est à Orvieto le 22 mai 2011. À Kaunas, lors des Championnats d'Europe espoirs il avait sauté 2,24 m, manquant d'un rien le podium (2009), et à Hengelo, en tant que junior, 2,21 m, son record personnel, aux Championnats d'Europe de catégorie (2007). Champion d'Italie en salle le 26 février 2012.
En février 2013, lors des Championnats d'Italie en salle d'Ancône, Silvano Chesani améliore d'un centimètre le record national de Alessandro Talotti en franchissant une hauteur de 2,33 m. Avec trois échecs à 2,34 m mais un saut à 2,28 m, il remporte la médaille d'argent lors des Jeux méditerranéens de Mersin le 26 juin 2013.
Le 13 février 2016, il franchit 2,30 m a Hustopeče, ce qui lui donne le minima pour les Jeux olympiques de Rio. Dans le même concours Gianmarco Tamberi bat le record italien en 2,38 m.
Le 14 juillet 2016, il est sélectionné pour participer aux Jeux olympiques de Rio mais étant donné qu'il n'a effectué aucune compétition à l'extérieur en 2016, le CONI se réserve le droit de ne pas l'inscrire au dernier moment. Il effectue son premier concours à Viersen en juillet 2016, avec un modeste 2,18 m, son premier concours depuis celui de Rovereto en 2013, avec 2,28 m, justement précédé par un 2,26 m à Viersen. En 2014, un concours interrompu à Salzbourg à 2,16 m était sa seule à autre tentative. Vinrent ensuite son exploit en salle de mars 2015 à Prague, où il a décroché l'argent européen et l'intervention chirurgicale au tendon d'Achille qui lui a interdit la saison estivale 2015.

## Palmarès
| Date | Compétition                       | Lieu           | Résultat | Marque |
| ---- | --------------------------------- | -------------- | -------- | ------ |
| 2011 | Championnats d'Europe par équipes | Stockholm      | 6e       | 2,24 m |
| 2013 | Championnats d'Europe par équipes | Gateshead      | 4e       | 2,24 m |
| 2013 | Jeux méditerranéens               | Mersin         | 2e       | 2,28 m |
| 2015 | Championnats d'Europe en salle    | Prague         | 2e       | 2,31 m |
| 2016 | Jeux olympiques                   | Rio de Janeiro | qual.    | 2,22 m |
| 2017 | Championnats d'Europe en salle    | Belgrade       | 6e       | 2,27 m |

## Records
| Épreuve         | Épreuve   | Performance | Lieu   | Date            |
| --------------- | --------- | ----------- | ------ | --------------- |
| Saut en hauteur | Plein air | 2,31 m      | Modène | 1er juin 2013   |
| Saut en hauteur | Salle     | 2,33 m      | Ancône | 17 février 2013 |